# トランスヴァール植民地

トランスヴァール植民地
Transvaal Colony (英語)

国歌: God Save the King（英語）
国王陛下万歳

1890年の位置

トランスヴァール植民地（トランスヴァールしょくみんち、英語: Transvaal Colony）は、イギリスの直轄植民地である。
この名称は、第二次ボーア戦争終結からトランスヴァール共和国の解体までイギリスの軍事占領と直接統治の期間中にトランスヴァール地域を指す為に使われた。1910年にトランスヴァール州として、南アフリカ連邦の一部となった。